# Лазар Поптодоров
Лазар Поптодоров (изписване до 1945 година: Лазаръ попъ Тодоровъ) е български учител и революционер, войвода на Вътрешната македоно-одринска революционна организация.

## Биография
Роден е в гевгелийското село Мачуково. Работи като български учител. Присъединява се към ВМОРО и от 1897 година е четник на организацията. По-късно става самостоятелен войвода.
Умира на 12 ноември 1903 година в Дупница.